# Boarmia ultradefinita
Boarmia ultradefinita är en fjärilsart som beskrevs av Inoue 1977. Boarmia ultradefinita ingår i släktet Boarmia och familjen mätare. Inga underarter finns listade i Catalogue of Life.